# Joel Portella Amado

Wappen von Joel Portella Amado als Weihbischof in Rio de Janeiro

Joel Portella Amado (* 2. Oktober 1954 in Rio de Janeiro) ist ein brasilianischer Geistlicher und römisch-katholischer Bischof von Petrópolis.

## Leben
Joel Portella Amado empfing am 12. Oktober 1982 die Priesterweihe für das Erzbistum São Sebastião do Rio de Janeiro.
Papst Franziskus ernannte ihn am 7. Dezember 2016 zum Weihbischof in São Sebastião do Rio de Janeiro und zum Titularbischof von Carmeiano. Der Erzbischof von São Sebastião do Rio de Janeiro, Orani João Kardinal Tempesta OCist, spendete ihm und dem gleichzeitig ernannten Paulo Alves Romão am 28. Januar des folgenden Jahres die Bischofsweihe; Mitkonsekratoren waren der emeritierte Weihbischof Assis Lopes und der Erzbischof von Tarent, Filippo Santoro. Papst Franziskus berief ihn am 6. Oktober 2018 zudem zum Mitglied des Dikasteriums für Laien, Familie und Leben.
Am 31. Januar 2024 ernannte ihn Papst Franziskus zum Bischof von Petrópolis. Die Amtseinführung fand am 9. März desselben Jahres statt.